# Canton de Crest-Nord
Le canton de Crest-Nord est une ancienne division administrative française, située dans le département de la Drôme, en région Rhône-Alpes, dans l'arrondissement de Die.

## Composition
| Nom                   | Code Insee | Intercommunalité                      | Population (dernière pop. légale)             |
| --------------------- | ---------- | ------------------------------------- | --------------------------------------------- |
| Crest (chef-lieu)     | 26108      | CC du Crestois et du pays de Saillans | Fraction : 5 807(2012) Commune : 8 211 (2014) |
| Allex                 | 26006      | CC du Val de Drôme en Biovallée       | 2 463 (2014)                                  |
| Aouste-sur-Sye        | 26011      | CC du Crestois et du pays de Saillans | 2 436 (2014)                                  |
| Beaufort-sur-Gervanne | 26035      | CC du Val de Drôme en Biovallée       | 458 (2014)                                    |
| Cobonne               | 26098      | CC du Val de Drôme en Biovallée       | 165 (2014)                                    |
| Eurre                 | 26125      | CC du Val de Drôme en Biovallée       | 1 262 (2014)                                  |
| Gigors-et-Lozeron     | 26141      | CC du Val de Drôme en Biovallée       | 166 (2014)                                    |
| Mirabel-et-Blacons    | 26183      | CC du Crestois et du pays de Saillans | 1 007 (2014)                                  |
| Montclar-sur-Gervanne | 26195      | CC du Val de Drôme en Biovallée       | 178 (2014)                                    |
| Montoison             | 26208      | CC du Val de Drôme en Biovallée       | 1 889 (2014)                                  |
| Omblèze               | 26221      | CC du Val de Drôme en Biovallée       | 69 (2014)                                     |
| Ourches               | 26224      | CA Valence Romans Agglo               | 241 (2014)                                    |
| Plan-de-Baix          | 26240      | CC du Val de Drôme en Biovallée       | 129 (2014)                                    |
| Suze                  | 26346      | CC du Val de Drôme en Biovallée       | 230 (2014)                                    |
| Vaunaveys-la-Rochette | 26365      | CC du Val de Drôme en Biovallée       | 596 (2014)                                    |

## Histoire
Le canton a disparu après les élections départementales de 2015, à la suite du redécoupage des cantons du département. Sont ainsi affectées les communes dans les cantons suivants :
- canton de Loriol-sur-Drôme : Allex et Montoison ;
- canton de Crest : Aouste-sur-Sye, Beaufort-sur-Gervanne, Cobonne, Eurre, Gigors-et-Lozeron, Mirabel-et-Blacons, Montclar-sur-Gervanne, Omblèze, Ourches, Plan-de-Baix, Suze et Vaunaveys-la-Rochette.

## Représentation

### conseillers généraux de 1833 à 2015
| Période        | Période          | Identité                                                    | Étiquette                    | Qualité |
| -------------- | ---------------- | ----------------------------------------------------------- | ---------------------------- | --- |
| 1833           | 1845             | Barthélemy Fraud                                            |                              | Banquier à Crest |
| 1845           | 1852             | Jean-François Moutier                                       |                              | Avocat, maire de Crest |
| 1852           | 1861             | Esprit-Philippe Labretonnière                               |                              | Receveur particulier des finances Maire de Crest                                                                                                 |
| 1861           | 1870             | Charles Lombard de Latune (1805-1894)                       |                              | Négociant Maire de Crest |
| 1870           | 1873 (démission) | Barthélemy Fraud                                            |                              | Banquier à Crest |
| 1873           | 1878 (démission) | Jules Ollivier                                              |                              | Propriétaire à Loriol |
| 1878           | 1880             | Mathieu Paul Auguste Maurice Chabrières-Arlès (1829-1897)   |                              | Négociant à Oullins, archéologue Trésorier-payeur à Lyon                                                                                         |
| 1880           | 1883 (démission) | Innocent Charles Hector Soubeyran de Saint-Prix (1836-1885) | Républicain                  | Maire de Saulce Nommé Secrétaire général de la Préfecture de l'Ardèche                                                                           |
| 1883           | 1892             | Adrien Didier (1838-1924)                                   | Républicain                  | Graveur à Paris Membre de l'Institut Propriétaire à Gigors                                                                                       |
| 1892           | 1895             | Maurice Long                                                | Rad.                         | Avocat |
| 1895           | 1896 (décès)     | Jean-Pierre Granjon                                         |                              | Cultivateur Maire de Beaufort |
| 1897           | 1901             | Rémy Grand                                                  | Républicain                  | Vétérinaire, adjoint au maire de Crest, conseiller d'arrondissement                                                                              |
| 1901           | 1913             | Paul-Mathieu Pons (1840-1915)                               | Républicain                  | Mégissier Maire de Crest |
| 1913           | 1919             | Maurice Long                                                | Rad.                         | Avocat Député (1910-1923) Ministre (1917) Nommé Gouverneur général de l'Indochine en 1919                                                        |
| 1919           | 1940             | Félix Rozier                                                | Rad. (exclu à la Libération) | Pharmacien Maire de Crest (1920-1942) Sénateur (1939-1945) conseiller départemental en 1943                                                      |
|                |                  |                                                             |                              | |
| 1942           | 1943             | Henry de Gailhard-Bancel (1884-1944)                        |                              | Lieutenant de vaisseau de réserve Président puis syndic régional de la corporation paysanne Maire d'Allex Nommé conseiller départemental en 1942 |
|                |                  |                                                             |                              | |
| 1945           | 1951             | Maurice Rozier (fils de F.Rozier)                           | Rad.-RGR                     | Docteur en médecine et en pharmacie |
| 1951           | 1968 (décès)     | Henri Seguin (1908-1968)                                    | DVD                          | Entrepreneur de maçonnerie Maire d'Allex |
| 6 octobre 1968 | 1982             | Maurice Rozier                                              | DVG                          | Maire de Crest (1971-1983) |
| 1982           | 2001             | Henri Eyraud (1926-2021)                                    | UDF                          | Représentant en machines agricoles puis chef d'entreprise Conseiller municipal, adjoint au maire de Crest (de 1965 à 2001)                       |
| 2001           | 2008             | Danielle Breyton                                            | DVD-UMP                      | Exploitante agricole à Eurre |
| 2008           | 2015             | Jean Serret                                                 | PS                           | Enseignant retraité Maire d'Eurre |

## Conseillers d'arrondissement de 1833 à 1940
| Période                                  | Période          | Identité                                  | Étiquette   | Qualité |
| ---------------------------------------- | ---------------- | ----------------------------------------- | ----------- | --- |
| 1833                                     | 1839             | Joseph-Etienne Lombard-Latune (1798-1850) |             | Adjoint au maire de Crest                                                                                   |
| 1839                                     | 1845             | Pierre-Henri Borel (1795-1871)            |             | Négociant et fabricant de draps à Crest                                                                     |
| 1845                                     | 1848             | M. Gauthier                               |             | Maire de Châtillon                                                                                          |
| 1848                                     | 1861             | Charles Lombard-Latune (1805-1874)        |             | Négociant à Crest                                                                                           |
| 1861                                     | 1865 (décès)     | Pierre André Louis Gresse (1792-1865)     |             | Notaire à Aouste                                                                                            |
| 1865                                     | 1870             | Jean Frédéric Agirond (1818-1870)         |             | Maire de Crest                                                                                              |
| 1870                                     | 1874             | Emmanuel Vasseur                          |             | Propriétaire à Allex                                                                                        |
| 1874                                     | 1880             | M. Jossaud                                |             | Propriétaire à Montclar                                                                                     |
| 1880                                     | 1886             | Paul Pons                                 | Républicain | Négociant, mégissier, adjoint au maire de Crest                                                             |
| 1886                                     | 1895             | Germain Vial                              | Républicain | Voyageur de commerce à Crest                                                                                |
| 1895                                     | 1897 (démission) | Rémy Grand                                | Républicain | Vétérinaire à Crest                                                                                         |
| 1898                                     | 1910             | Antoine Lombard                           | Radical     | Maire de Cobonne                                                                                            |
| 1910                                     | 1919             | Louis Jean Pierre Chaix                   | Radical     | Maire de Vaunaveys                                                                                          |
| 1919                                     |                  | Ernest Vallon                             | Radical     | Président du comice agricole de Crest, maire de Montoison                                                   |
| 1940                                     |                  |                                           |             | Les conseils d'arrondissement ont été suspendus par la loi du 12 octobre 1940 et n'ont jamais été réactivés |
| Les données manquantes sont à compléter. |                  |                                           |             | |

## Démographie
| 1962 | 1968 | 1975 | 1982 | 1990   | 1999   | 2006   | 2011   | 2012   |
| ---- | ---- | ---- | ---- | ------ | ------ | ------ | ------ | ------ |
| -    | -    | -    | -    | 13 519 | 14 785 | 16 120 | 16 610 | 16 841 |